# Tephrina falsaria
Tephrina falsaria là một loài bướm đêm trong họ Geometridae.